# Andra Teede

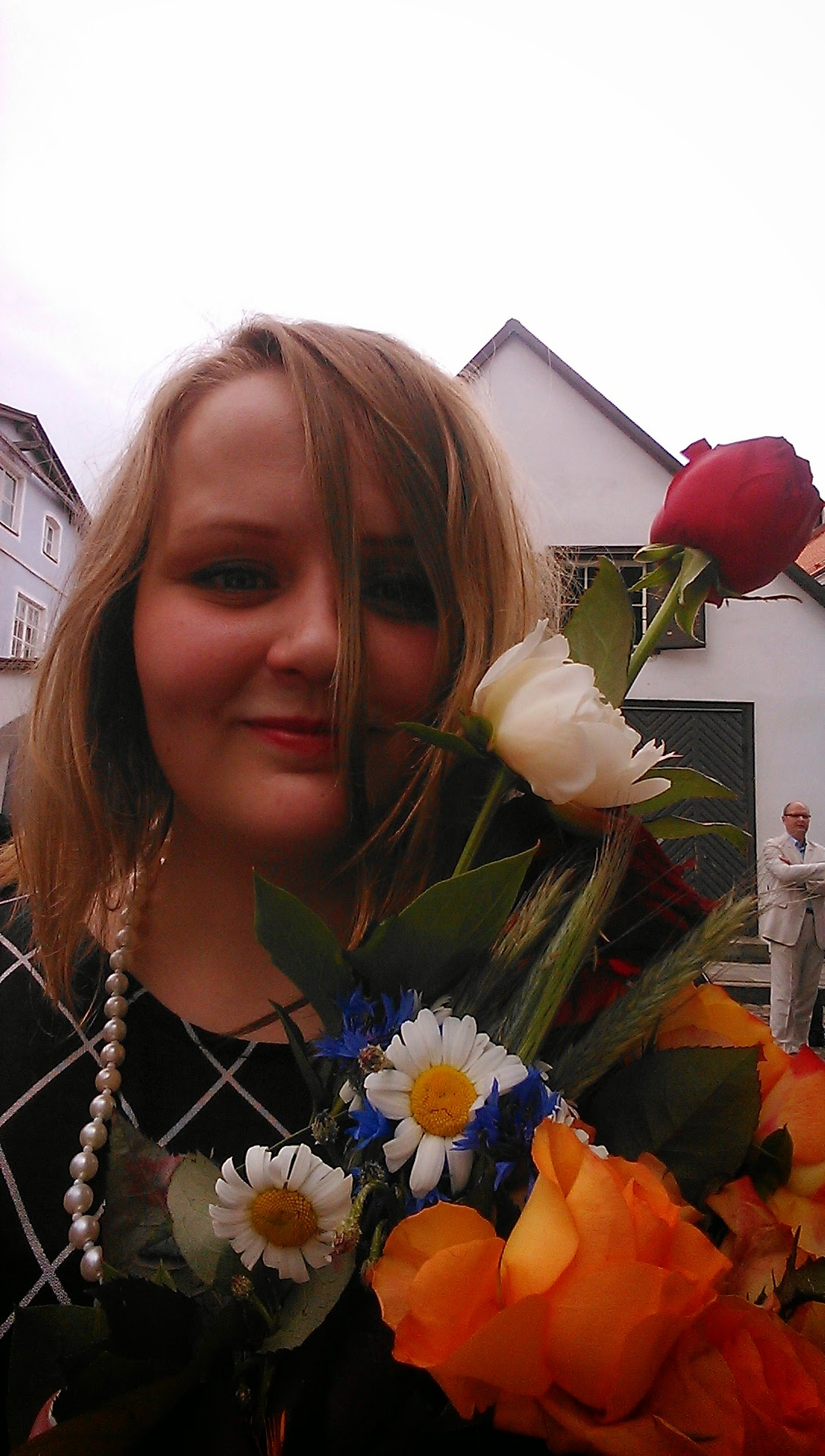
Andra Teede

Andra Teede (* 23. September 1988 in Tallinn) ist eine estnische Schriftstellerin, Kritikerin und Drehbuchautorin.

## Leben
Andra Teede machte 2007 in Tallinn Abitur und studierte von 2007 bis 2010 an der Universität Tartu estnische Sprache und Literatur. Sie verließ die Universität jedoch ohne Abschluss und studierte von 2010 bis 2014 Dramaturgie an der Theaterschule der Estnischen Musik- und Theaterakademie. 2014 schloss sie diese Ausbildung mit dem Bachelor-Diplom ab.
Andra Teede ist seit 2008 Mitglied des Estnischen Schriftstellerverbandes. Sie lebt als freiberufliche Autorin in Tallinn.

## Werk
Andra Teede debütierte 2005 in einem Sammelband junger Autorinnen und Autoren und legte als 17-Jährige ihr erstes Buch vor. 

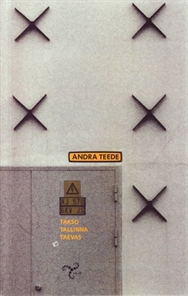
Der Debütband Ein Taxi am Himmel von Tallinn

 Ihr Debütband Ein Taxi am Himmel von Tallinn (2006) wurde von der Kritik fast einhellig gelobt. Schon hier wurden Parallelen zu Jürgen Rooste entdeckt, ein Dichter, mit dem die Autorin später häufiger verglichen wurde. Lediglich der für seine bissige und scharfzüngige Kritik bekannte Dichter Sven Kivisildnik wartete mit einem groben Verriss auf. Allerdings richtete sich der mehr gegen die Lektoren der Sammlung als gegen die Dichterin selbst, der er empfahl „weiterzuschreiben, aber sich gegenüber allen verantwortungslosen Experten und Unternehmern sehr paranoid zu verhalten.“ Dass der Autor es durchaus ernst und nicht böswillig gemeint hatte, beweist der Umstand, dass er den dritten und vierten Band (2009, 2011) der mittlerweile bekannten Dichterin in seinem eigenen Verlag herausbrachte.
Bei der zweiten Gedichtsammlung lobte der Literaturwissenschaftler Mart Velsker das „sehr gute Rhythmikgefühl“ und nannte den Band „ein starkes Signal aus dem Kosmos, die Bestätigung, dass man wirklich die Sterne erreicht hat.“ Von einem „neuen Stern“ sprach auch der Dichterkollege Vahur Afanasjev. Mit ihren weiteren Gedichtbänden, die regelmäßig in den wichtigsten Zeitschriften rezensiert wurden, festigte die Autorin ihre Position.
Seit 2014 ist Andra Teede die Drehbuchautorin der von Astrid Reinla initiierten, überaus erfolgreichen estnischen Fernsehserie Õnne 13, die bis heute läuft.

## Bibliographie
- Takso Tallinna taevas ('Ein Taxi am Himmel von Tallinn'). Tallinn: Verb 2006. 56 S.
- Saage üle ('Überwindet es'). Tallinn: Tänapäev 2007. 93 S.
- Atlas ('Atlas'). Pärnu: Jumalikud Ilmutused 2009. 64 S.
- Käigud ('Gänge') Pärnu-Saarde: Jumalikud Ilmutused 2011. 108 S.
- Ühe jalaga põhjas ('Mit einem Bein auf dem Grund'). Tallinn: Kite 2013. 56 S.
- 100% Andra Teede ('100% A.T.'). Pärnu: Ji 2014. 155 S.
- Pikad mehed, pikad elud ('Lange Männer, lange Leben'). Pärnu: Ji 2018. 70 S.
- Kaks punkt null ('Zwei Punkt Null'). s.l.: Teede tekst 2018. 99 S.

## Sekundärliteratur
- Alvar Loog: Nukrus, (enese)irooniline nukrus, in: Looming 11/2006, S. 1736–1740.
- Mart Velsker: Eesti luule Valentina Tereškova, in: Looming 9/2007, S. 1420–1425.
- Vahur Afanasjev: Tüdruk, kes ei tulnud laua pealt alla, in: Vikerkaar 10–11/2007, S. 181–182.
- Mariliin Vassenin: Kadunud maailma teedel, in: Vikerkaar 12/2009, S. 113–116.
- Mihkel Kaevats: Luuletus ootamisest, in: Looming 6/2012, S. 881–884.
- Maia Tammjärv: Äraolemise järg, in: Looming 4/2014, S. 560–562.
- Elo Rekkaro: Laul meremehe naisest, in: Vikerkaar 6/2014, S. 100–102.